# مونتماغني (كيبك)
مونتماغني، كيبك (بالإنجليزية: Montmagny)‏ هي مدينة كندية تقع في مقاطعة كيبك. تبلغ مساحة هذه المدينة 126.0715 (كم²)، ويبلغ عدد سكانها 11353 نسمة حسب إحصاء سنة 2006 م، بينما كان يسكنها 11654 نسمة في سنة 2001 م. تحتل هذه المدينة المرتبة رقم 327 بين مدن كندا حسب عدد السكان والمرتبة رقم 84 في المقاطعة. النمو سكاني في هذه المدينة يقدر بـ(-2.6).

## أعلام
- كلود روي
- إيما غودرو كاسغرين
- جاك كوريفو
- روبرت تالبوت
- آلان كوتيه

## وصلات خارجية
- الأطلس الحكومي لكندا
- إحصاءات كندا مع ساعة تعداد السكان